# Livre du Biafra
Pour les articles homonymes, voir livre et Biafra (homonymie).
La livre du Biafra est l'ancienne monnaie du Biafra, un État africain qui a existé de 1967 à 1970.
Il était divisé en 20 shillings et 240 pence.
Les premières pièces, en aluminium, et billets (5 et 10 shillings, 1, 5 et 10 livres), sont émis le 28 janvier 1968.

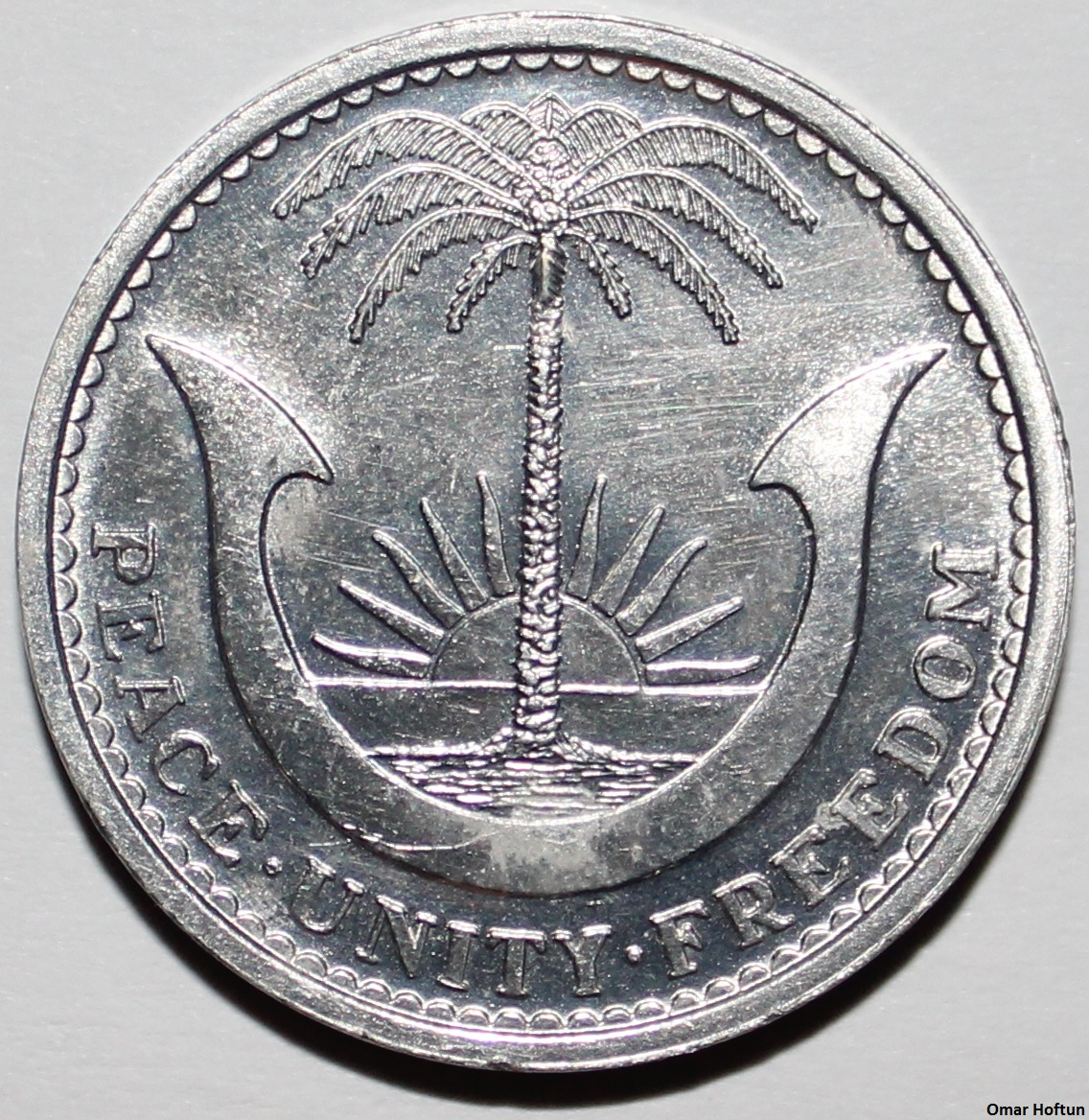
Pièce de 2½ shillings du Biafra, avers
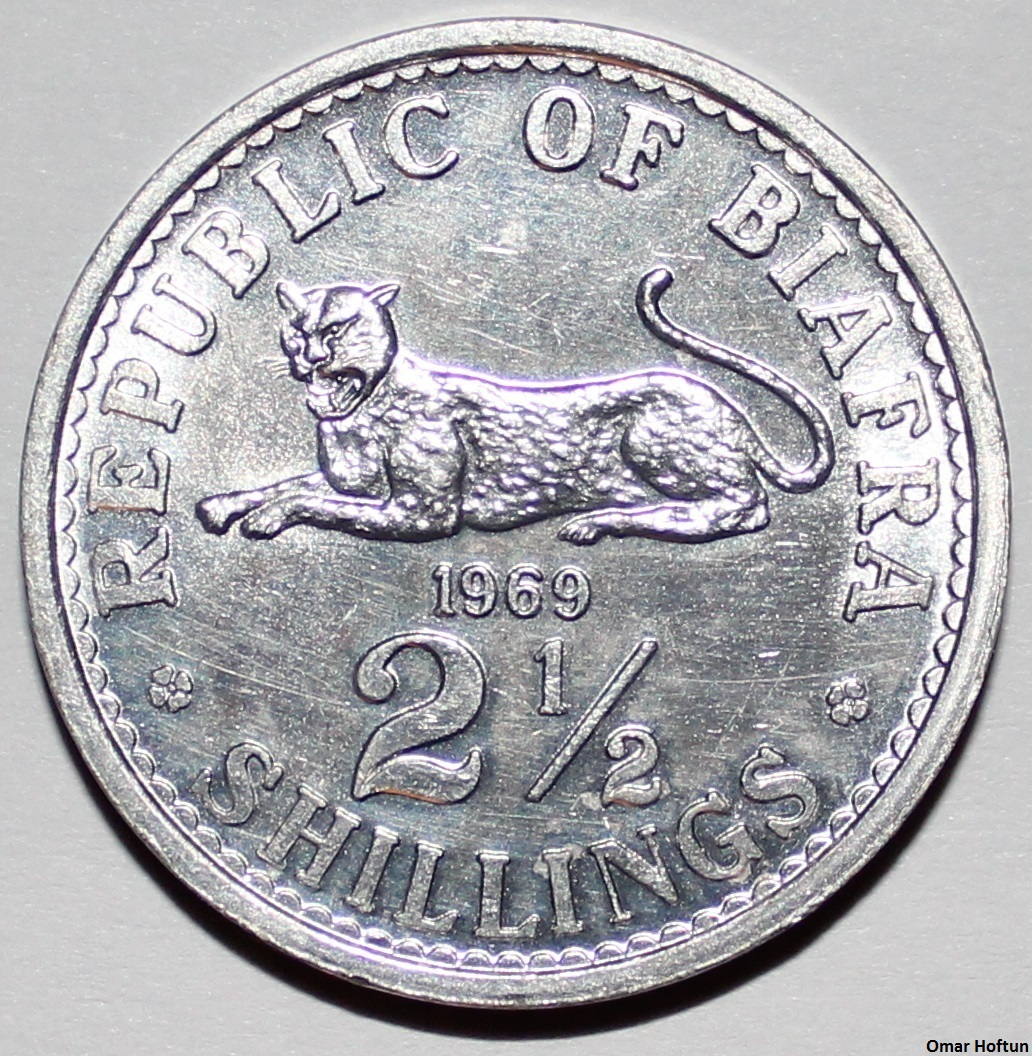
Pièce de 2½ shillings du Biafra, revers